# Frankamionka
Frankamionka [pronunciación en polaco: /frankaˈmjɔnka/] es un pueblo ubicado en el distrito administrativo de Gmina Miączyn, dentro del condado de Zamość, Voivodato de Lublin, en el este de Polonia. Se encuentra a unos 28 kilómetros al este de Zamość y a 95 kilómetros al sureste de la capital regional Lublin.